# CAF Cup 2000
Der CAF Cup 2000 war die 9. Spielzeit des drittwichtigsten afrikanischen Wettbewerbs für Vereinsmannschaften im Fußball unter dieser Bezeichnung. Die Saison begann mit der Vorrunde am 31. Januar 2000 und endete mit den Finalspielen im November und Dezember 2000. Titelverteidiger war der tunesische Verein Étoile Sportive du Sahel.
Sieger wurde JS Kabylie aus Algerien, die sich im Finale nach einem Gesamtergebnis von 1:1 aufgrund der Auswärtstorregel gegen Ismaily SC durchsetzen konnten.

## Vorrunde
Das Hinspiel wurde am 31. Januar, das Rückspiel am 14. Februar 2000 ausgetragen.
|             | Gesamt          |               | Hinspiel | Rückspiel |
| ----------- | --------------- | ------------- | -------- | --------- |
| CD Chingale | 1:1 (4:2 i. E.) | CD Elá Nguema | 0:1      | 1:0       |

## Erste Runde
Die Hinspiele wurden vom 17. bis zum 26. März, die Rückspiele vom 31. März bis zum 3. April 2000 ausgetragen.
|                          | Gesamt  |                                     | Hinspiel | Rückspiel |
| ------------------------ | ------- | ----------------------------------- | -------- | --------- |
| Ismaily SC               | 7:4     | Almahalla SC                        | 5:1      | 2:3       |
| Hay Al-Arab Port Sudan   | 2:0     | Shabana FC                          | 2:0      | 0:0       |
| Mtibwa Sugar FC          | 5:1     | Mochudi Centre Chiefs               | 3:0      | 2:1       |
| Cotonsport Garoua        | 4:1     | TP Mystère                          | 2:0      | 2:1       |
| Hawassa City SC          | 2:1     | Mukura Victory Sports               | 2:0      | 0:1       |
| Iwuanyanwu Nationale     | 5:2     | Mbilinga FC                         | 3:0      | 2:2       |
| Étoile Sportive du Sahel | 11:00   | CD Chingale                         | 10:0     | 1:0       |
| CSS Richard-Toll         | 2:0     | Real de Banjul                      | 1:0      | 1:0       |
| Stade d’Abidjan          | 1 w/o 1 | AC Semassi FC                       | —        | —         |
| Club Athlétique Bizertin | 3:2     | USFA Ouagadougou                    | 2:0      | 1:2       |
| JS Kabylie               | 1 w/o 1 | ASLAD Moundou                       | —        | —         |
| Tout Puissant Mazembe    | 7:2     | Académica Petróleos Clube do Lobito | 4:0      | 3:2       |
| Wydad Casablanca         | 1 w/o 1 | St. Anthony FC                      | —        | —         |
| USFAS Bamako             | 2:3     | Ebusua Dwarfs FC                    | 2:0      | 0:3       |
| Kaizer Chiefs            | 6:2     | Mbabane Highlanders FC              | 5:2      | 1:0       |
| Nchanga Rangers FC       | 2:0     | DSA Antananarivo                    | 1:0      | 1:0       |

Anmerkungen

## Zweite Runde
Die Hinspiele wurden vom 5. bis zum 7. Mai, die Rückspiele vom 26. Mai bis zum 3. Juni 2000 ausgetragen.
|                          | Gesamt    |                          | Hinspiel | Rückspiel |
| ------------------------ | --------- | ------------------------ | -------- | --------- |
| Ismaily SC               | 1 w/o 1   | Hay Al-Arab Port Sudan   | 8:0      | —         |
| Mtibwa Sugar FC          | 0:3       | Cotonsport Garoua        | 0:1      | 0:2       |
| Hawassa City SC          | 2:3       | Iwuanyanwu Nationale     | 1:1      | 1:2       |
| Étoile Sportive du Sahel | 4:2       | CSS Richard-Toll         | 3:0      | 1:2       |
| Stade d’Abidjan          | (a)4:4(a) | Club Athlétique Bizertin | 3:0      | 1:4       |
| JS Kabylie               | 5:2       | Tout Puissant Mazembe    | 5:0      | 0:2       |
| Wydad Casablanca         | 2:3       | Ebusua Dwarfs FC         | 2:1      | 0:2       |
| Kaizer Chiefs            | 0:2       | Nchanga Rangers FC       | 0:2      | 0:0       |

Anmerkungen

## Viertelfinale
Die Hinspiele wurden vom 4. bis zum 7. August, die Rückspiele vom 18. bis zum 20. August 2000 ausgetragen.
|                    | Gesamt          |                          | Hinspiel | Rückspiel |
| ------------------ | --------------- | ------------------------ | -------- | --------- |
| Stade d’Abidjan    | 2:1             | Cotonsport Garoua        | 2:0      | 0:1       |
| Ismaily SC         | 6:0             | Ebusua Dwarfs FC         | 4:0      | 2:0       |
| JS Kabylie         | 1:1 (4:1 i. E.) | Étoile Sportive du Sahel | 1:0      | 0:1       |
| Nchanga Rangers FC | 1:2             | Iwuanyanwu Nationale     | 1:0      | 0:2       |

## Halbfinale
Die Hinspiele wurden vom 13. bis zum 15. Oktober, die Rückspiele vom 29. Oktober bis zum 5. November 2000 ausgetragen.
|                      | Gesamt |                 | Hinspiel | Rückspiel |
| -------------------- | ------ | --------------- | -------- | --------- |
| Ismaily SC           | 7:0    | Stade d’Abidjan | 5:0      | 2:0       |
| Iwuanyanwu Nationale | 1:2    | JS Kabylie      | 1:1      | 0:1       |

## Finale

### Hinspiel
| Ismaily SC                                       | Ismaily SC | JS Kabylie | JS Kabylie |
| ------------------------------------------------ | --- | --- | ---------- |
| Ismaily SC                                       | \| 17. November 2000 in Ismailia (Ismailia Stadium) \| \| Ergebnis: 1:1 (0:0) \| \| Zuschauer: 25.000 \| \| Schiedsrichter: Hichem Guirat ( Tunesien) \| | \| 17. November 2000 in Ismailia (Ismailia Stadium) \| \| Ergebnis: 1:1 (0:0) \| \| Zuschauer: 25.000 \| \| Schiedsrichter: Hichem Guirat ( Tunesien) \|        | JS Kabylie |
| Ismaily SC                                       | Cheftrainer: Mohsen Saleh | Boughrara, Nazef, Raho, Driouèche, Benhamlat, Zafour, Bendahmane, Dob, Belkaïd, Meddane (38. Abaci), Moussouni (86. Benkaci) Cheftrainer: Nedjmeddine Belayachi | JS Kabylie |
| Ismaily SC                                       | 1:0 Barakat (60.) | 1:1 Bendahmane (72.) | JS Kabylie |
| Ismaily SC                                       | Naby (44.) | Nazef (5.), Meddane (29.), Boughrara (60.) | JS Kabylie |
| Ismaily SC                                       | Belkaïd (68.) | | JS Kabylie |
| 17. November 2000 in Ismailia (Ismailia Stadium) | | |            |
| Ergebnis: 1:1 (0:0)                              | | |            |
| Zuschauer: 25.000                                | | |            |
| Schiedsrichter: Hichem Guirat ( Tunesien)        | | |            |

### Rückspiel
| JS Kabylie                                        | JS Kabylie | Ismaily SC | Ismaily SC |
| ------------------------------------------------- | --- | --- | ---------- |
| JS Kabylie                                        | \| 1. Dezember 2000 in Algier (Stade 5 Juillet 1962) \| \| Ergebnis: 0:0 \| \| Zuschauer: 90.000 \| \| Schiedsrichter: Sidi Bekaye ( Mali) \|     | \| 1. Dezember 2000 in Algier (Stade 5 Juillet 1962) \| \| Ergebnis: 0:0 \| \| Zuschauer: 90.000 \| \| Schiedsrichter: Sidi Bekaye ( Mali) \| | Ismaily SC |
| JS Kabylie                                        | Bougherara, Nazef, Benhamlet, Zafour, Driouche, Akriche, Raho, Dob, Bendahmane, Meddane (55. Abaci), Moussouni Cheftrainer: Nedjmeddine Belayachi | Cheftrainer: Mohsen Saleh | Ismaily SC |
| JS Kabylie                                        | Zafour (6.), Raho (61.), Moussouni (80.), Driouche (82.)                                                                                          | Ibrahim (20.), Nazby (25.), Otaka (60.) | Ismaily SC |
| 1. Dezember 2000 in Algier (Stade 5 Juillet 1962) | | |            |
| Ergebnis: 0:0                                     | | |            |
| Zuschauer: 90.000                                 | | |            |
| Schiedsrichter: Sidi Bekaye ( Mali)               | | |            |